# Apeadero Santa Rita
Santa Rita es un apeadero ferroviario ubicado en las afueras de la localidad de Antonio Carboni, Partido de Lobos, Provincia de Buenos Aires, Argentina.
Este apeadero fue construido por el propietario de la estancia de Santa Rita. Pertenece al Ferrocarril General Roca de la Red ferroviaria argentina, en el ramal que une la estación Empalme Lobos y Carhué.

## Servicios
No presta servicios de pasajeros desde el 30 de junio de 2016 debido a la suspensión de todos los servicios de la empresa Ferrobaires.